# غاري أوينز
غاري أوينز (بالإنجليزية: Gary Owens)‏ هو مقدم برامج إذاعية وممثل أمريكي، ولد في 10 مايو 1934 في الولايات المتحدة، وتوفي في 12 فبراير 2015 بلوس أنجلوس في الولايات المتحدة بسبب السكري. من الجوائز التي نالها جائزة إنكبوت.

## أعمال

### مسلسلات
- بظ يطير وقيادة الكوكب

## جوائز
- جائزة إنكبوت

## وصلات خارجية
- غاري أوينز على موقع IMDb (الإنجليزية)
- غاري أوينز على موقع الموسوعة البريطانية (الإنجليزية)
- غاري أوينز على موقع ميوزك برينز (الإنجليزية)
- غاري أوينز على موقع أول موفي (الإنجليزية)
- غاري أوينز على موقع إن إن دي بي (الإنجليزية)
- غاري أوينز على موقع أول ميوزيك (الإنجليزية)
- غاري أوينز على موقع ديسكوغز (الإنجليزية)
- غاري أوينز على موقع قاعدة بيانات الفيلم (الإنجليزية)
- غاري أوينز على موقع كينوبويسك (الروسية)